# La Romaine (Haute-Saône)
Pour les articles homonymes, voir La Romaine.
La Romaine est une commune française située dans le département de la Haute-Saône, la région culturelle et historique de Franche-Comté et la région administrative Bourgogne-Franche-Comté. C'est une commune nouvelle créée le 15 décembre 2015. Elle est jumelée avec Cassiglio.

## Géographie

### Climat
Pour des articles plus généraux, voir Climat de la Bourgogne-Franche-Comté et Climat de la Haute-Saône.
En 2010, le climat de la commune est de type climat des marges montargnardes, selon une étude du Centre national de la recherche scientifique s'appuyant sur une série de données couvrant la période 1971-2000. En 2020, Météo-France publie une typologie des climats de la France métropolitaine dans laquelle la commune est exposée à un climat semi-continental et est dans la région climatique  Lorraine, plateau de Langres, Morvan, caractérisée par un hiver rude (1,5 °C), des vents modérés et des brouillards fréquents en automne et hiver. 
Pour la période 1971-2000, la température annuelle moyenne est de 10,2 °C, avec une amplitude thermique annuelle de 17,3 °C. Le cumul annuel moyen de précipitations est de 969 mm, avec 12,7 jours de précipitations en janvier et 9,4 jours en juillet. Pour la période 1991-2020, la température moyenne annuelle observée sur la station météorologique de Météo-France la plus proche, « Bucey-lès-Gy », sur la commune de Bucey-lès-Gy à 14 km à vol d'oiseau, est de 11,6 °C et le cumul annuel moyen de précipitations est de 1 032,6 mm. 
La température maximale relevée sur cette station est de 41,5 °C, atteinte le 8 août 2003 ; la température minimale est de −23 °C, atteinte le 2 janvier 1971,,. 
Les paramètres climatiques de la commune ont été estimés pour le milieu du siècle (2041-2070) selon différents scénarios d'émission de gaz à effet de serre à partir des nouvelles projections climatiques de référence DRIAS-2020. Ils sont consultables sur un site dédié publié par Météo-France en novembre 2022.

## Urbanisme

### Typologie
Au 1er janvier 2024, La Romaine est catégorisée commune rurale à habitat dispersé, selon la nouvelle grille communale de densité à sept niveaux définie par l'Insee en 2022.
Elle est située hors unité urbaine. Par ailleurs la commune fait partie de l'aire d'attraction de Vesoul, dont elle est une commune de la couronne,. Cette aire, qui regroupe 158 communes, est catégorisée dans les aires de 50 000 à moins de 200 000 habitants,.

## Toponymie
La commune tire son nom de la rivière Romaine qui traverse les trois anciennes communes la composant et y reçoit les eaux de son affluent rive gauche la Jouanne.

## Histoire
La commune nouvelle, issue du regroupement des communes de Greucourt, Le Pont-de-Planches et Vezet, a été le 15 décembre 2015 créée par un arrêté préfectoral du 24 juillet 2015, modifié par un arrêté du 27 novembre 2015.

## Politique et administration

### Rattachements administratifs et électoraux
La commune fait partie de l'arrondissement de Vesoul du département de la Haute-Saône, en région Bourgogne-Franche-Comté. Pour l'élection des députés, elle dépend de la première circonscription de la Haute-Saône.
À la suite des trois communes fusionnées, la commune nouvelle fait partie du canton de Scey-sur-Saône-et-Saint-Albin.

### Intercommunalité
Le conseil municipal de la commune nouvelle a choisi de se rattacher à la communauté de communes des Combes, dont était membre Le Pont-de-Planches.

### Administration municipale

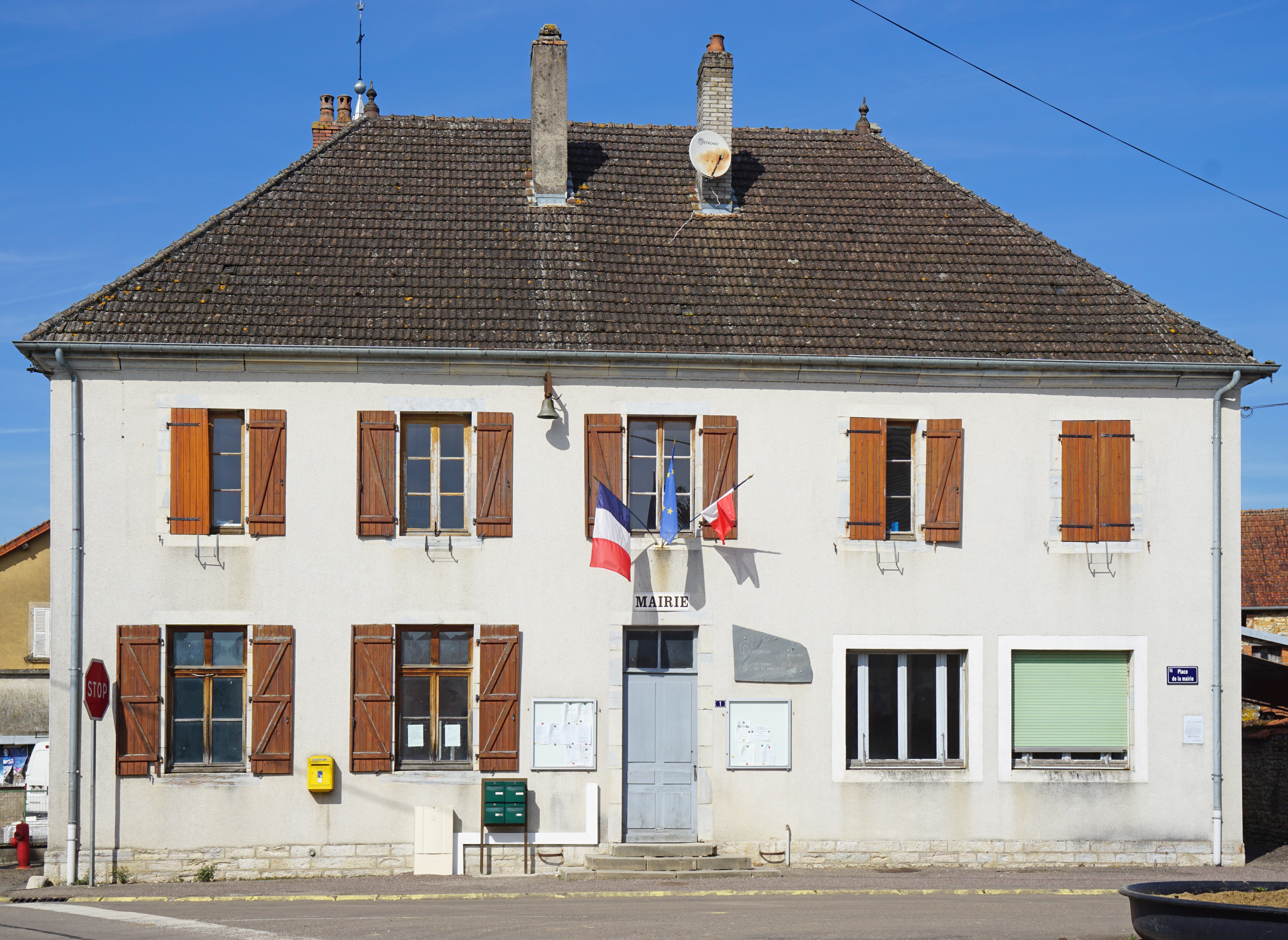
La mairie.

Le chef-lieu de la commune est fixé à Le Pont-de-Planches.
Jusqu'aux prochaines élections municipales de 2020, le conseil municipal de la nouvelle commune est constitué de l'ensemble des conseillers municipaux des anciennes communes. Le nombre de conseillers municipaux sera réduit à l'effectif normal d'une commune de moins de 100 à 499 habitants, soit 11 élus.

### Liste des maires
| Période          | Période  | Identité      | Étiquette | Qualité                             |
| ---------------- | -------- | ------------- | --------- | ----------------------------------- |
| 16 décembre 2015 | En cours | Roger Relange |           | Maire du Pont-de-Planches (1995 → ) |

### Les communes déléguées
| Nom                         | Code Insee | Intercommunalité   | Superficie (km2) | Population (dernière pop. légale) | Densité (hab./km2) |
| --------------------------- | ---------- | ------------------ | ---------------- | --------------------------------- | ------------------ |
| Le Pont-de-Planches (siège) | 70418      | CC des Combes      | 6,88             | 202 (2013)                        | 29                 |
| Greucourt                   | 70281      | CC des Monts de Gy | 2,68             | 77 (2013)                         | 29                 |
| Vezet                       | 70551      | CC des Monts de Gy | 11,66            | 188 (2013)                        | 16                 |

Les maires des communes déléguées pour la mandature 2016 - 2020 sont : 
- Le Pont-de-Planches : Olivier Girard ;
- Greucourt : Marie-Thérèse Gauthier ;
- Vezet : Alain Franchequin[15].

## Démographie
L'évolution du nombre d'habitants est connue à travers les recensements de la population effectués dans la commune depuis sa création.
En 2022, la commune comptait 519 habitants, en évolution de +1,76 % par rapport à 2016 (Haute-Saône : −1,4 %, France hors Mayotte : +2,11 %).
| 2014 | 2019 | 2022 |
| ---- | ---- | ---- |
| 485  | 518  | 519  |

## Culture locale et patrimoine
- L'église de Le Pont-de-Planches.

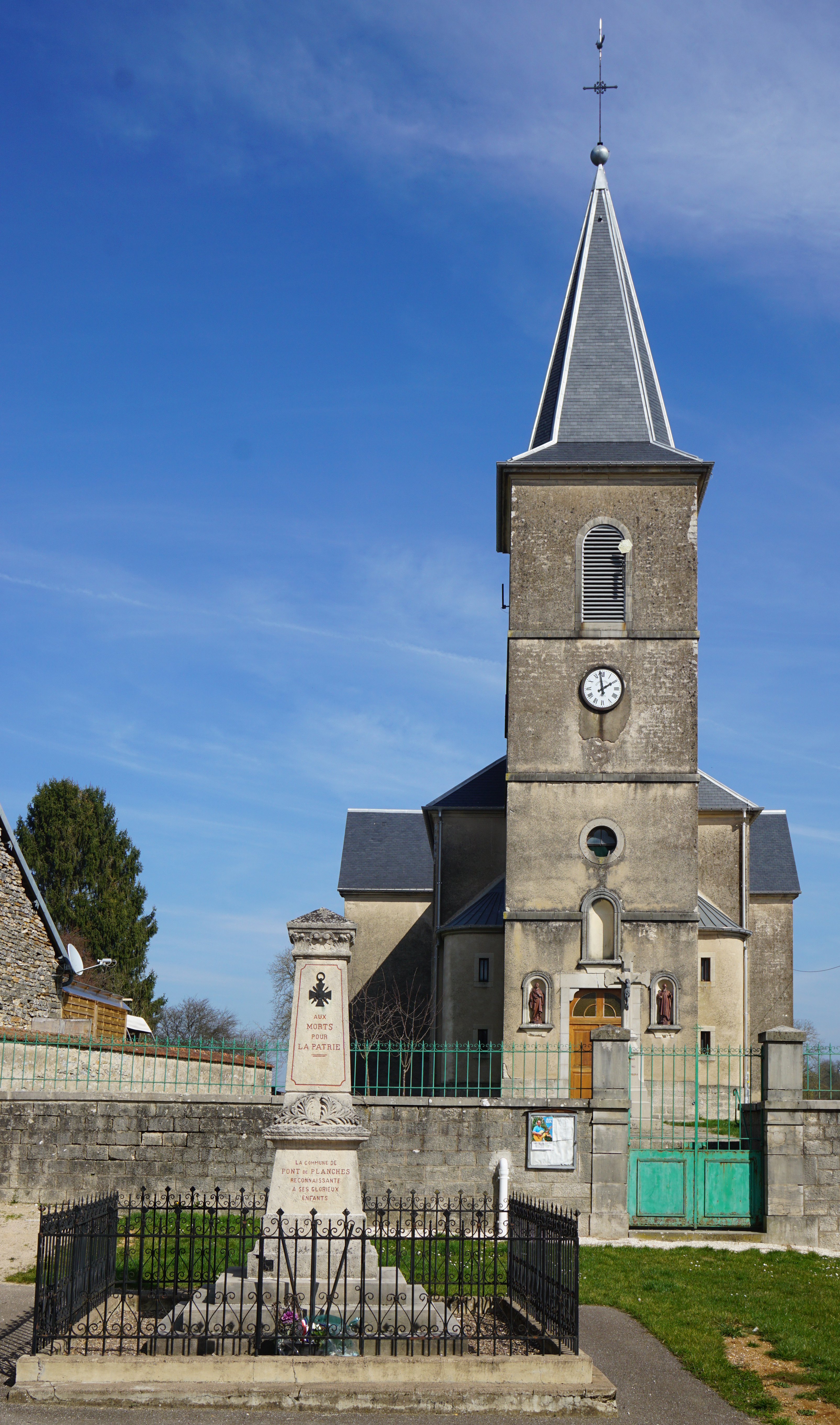
L'église et le monument aux morts de Le Pont-de-Planches.

- Église de la Nativité-de-Notre-Dame de Vezet, construite entre 1785 et 1790 sur les plans de l'architecte Claude-Antoine Colombot[17].
- Ancien moulin à farine de Vezet, construit en 1845-1847[18].
- Divers lavoirs, abreuvoirs et fontaines.
- Deux monuments aux morts (Le Pont-de-Planches et Vezet) et deux plaques commémoratives à Greucourt.
- Croix, calvaires et statues de la Vierge.

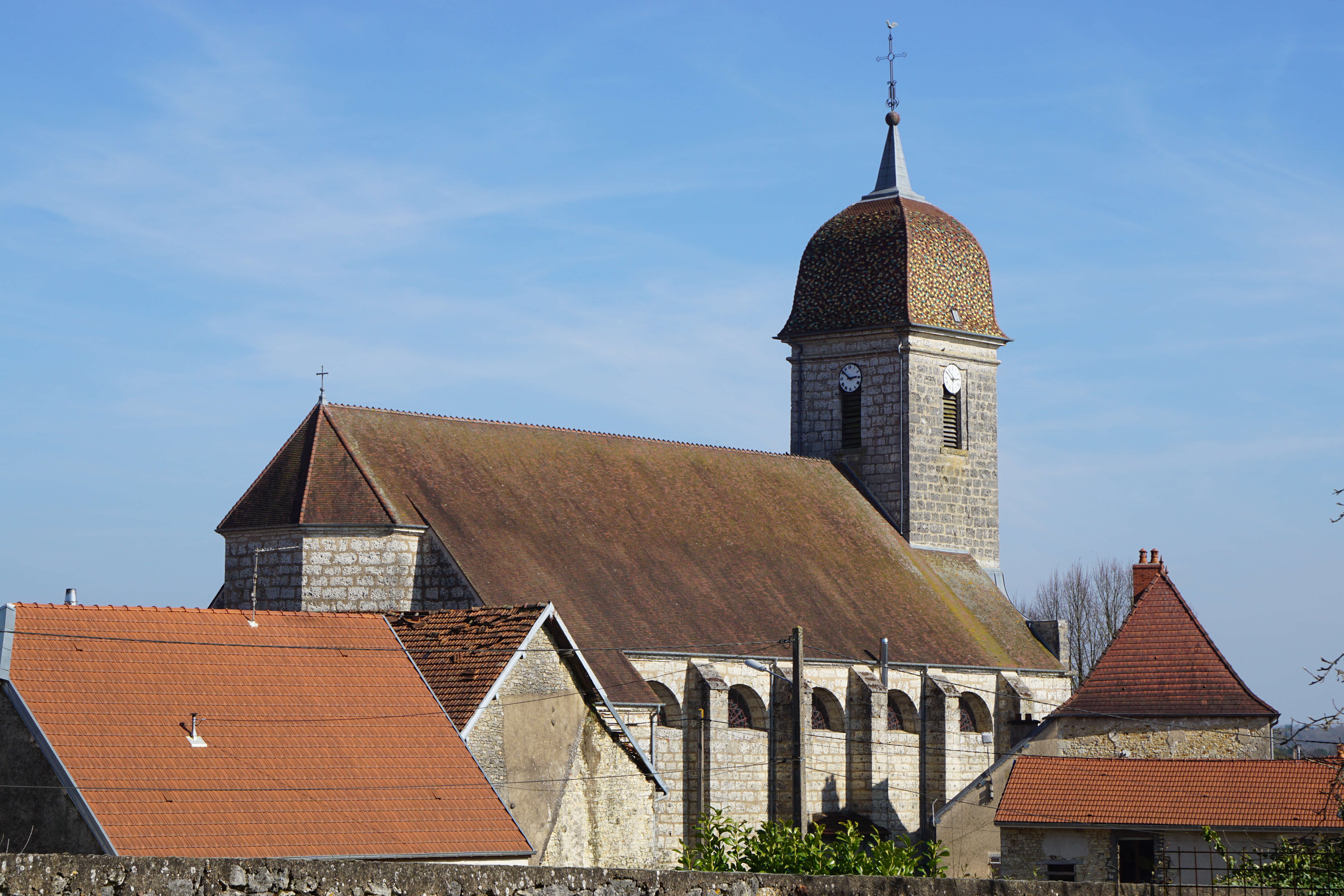
L'église de Vezet.
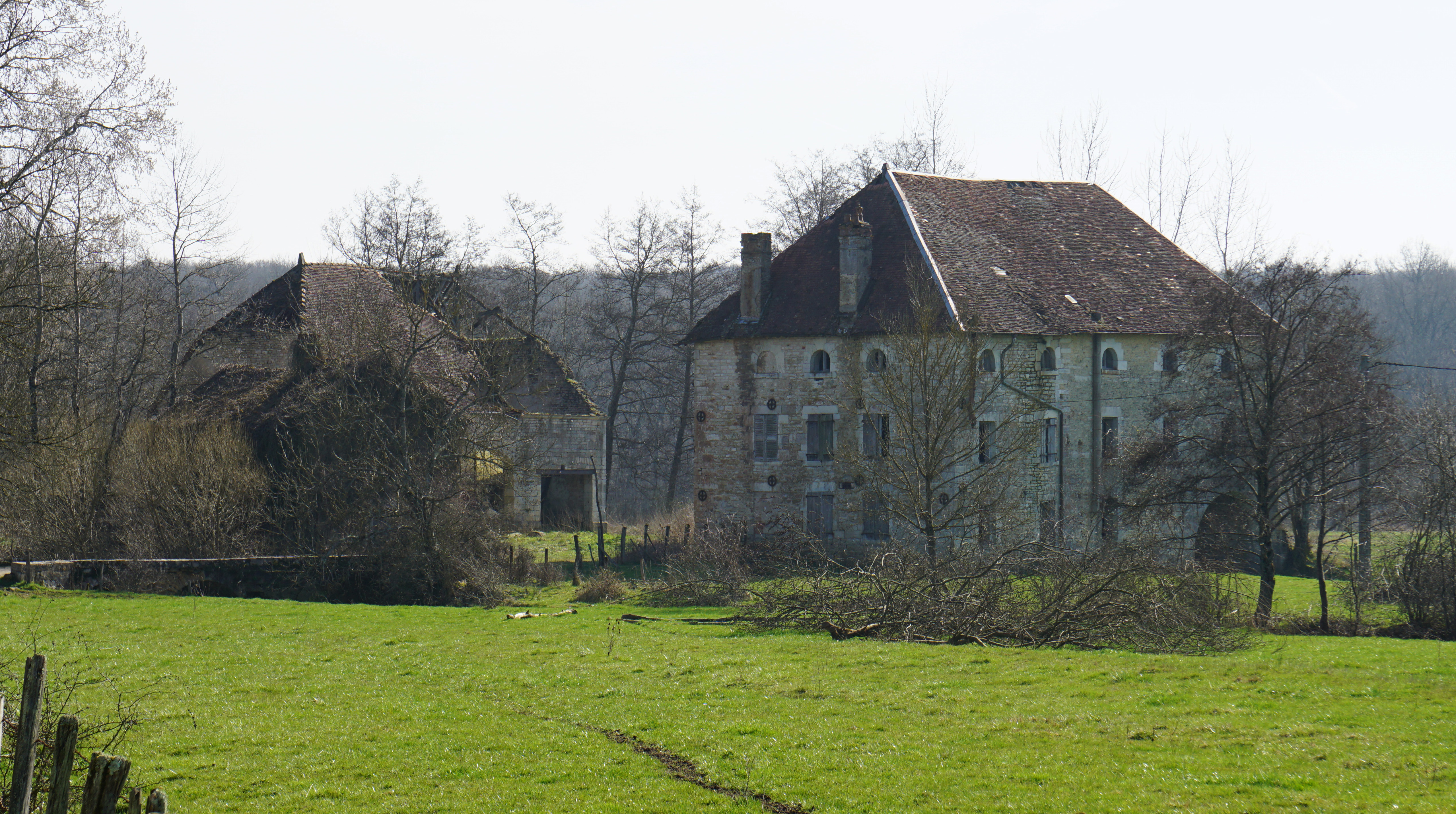
L'ancien moulin à farine à Vezet.
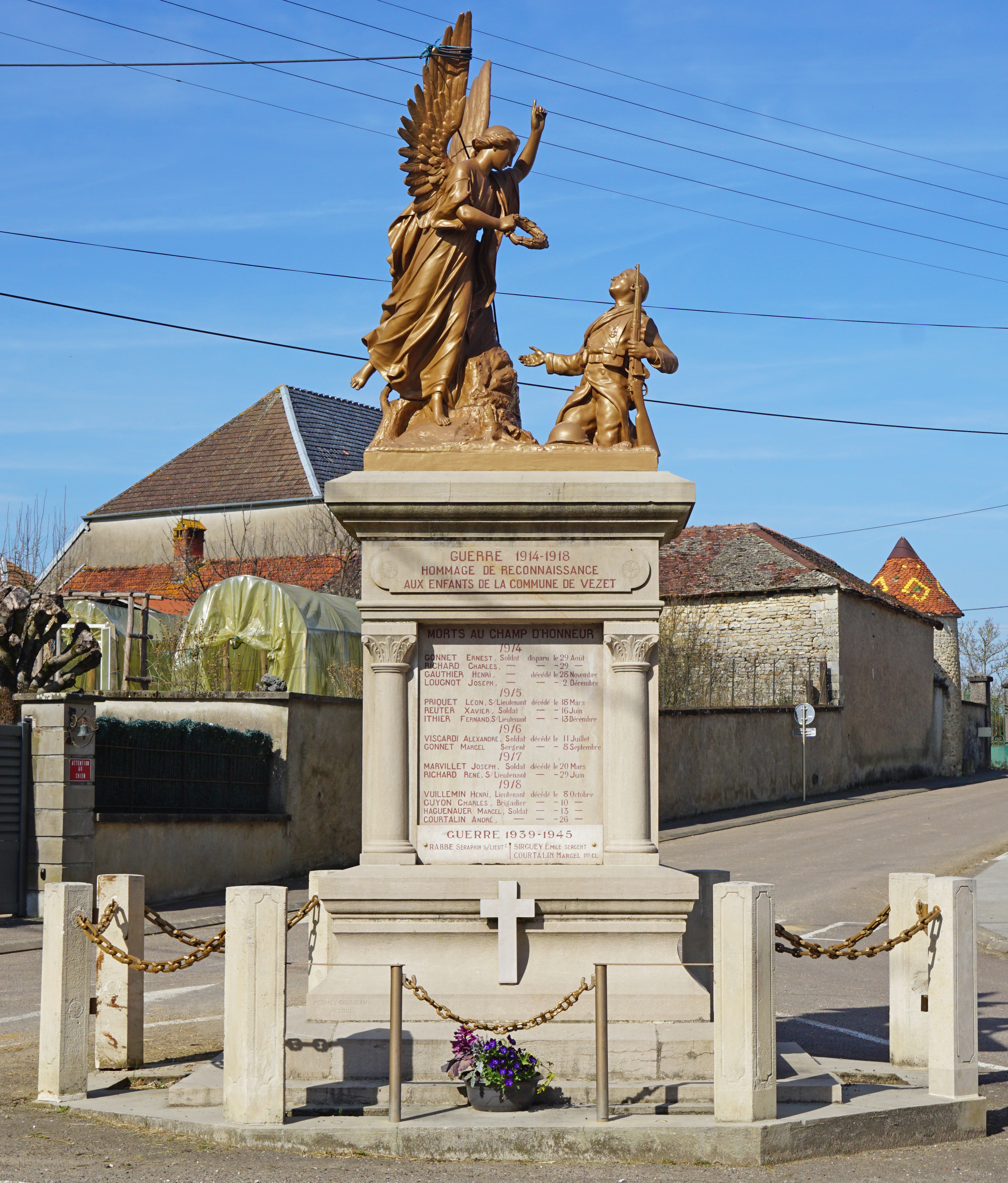
Le monument aux morts de Vezet.
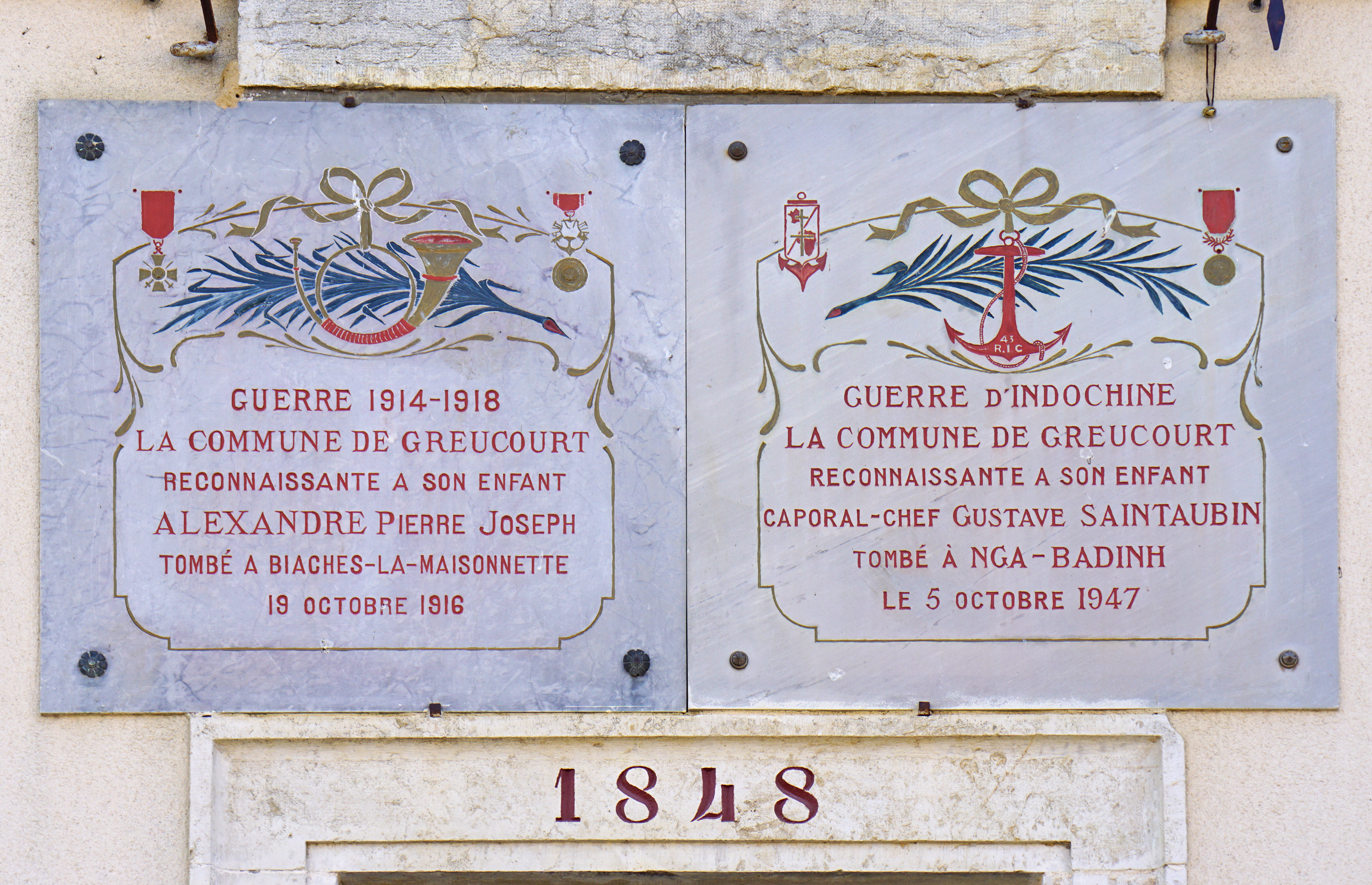
Plaques commémoratives de Greucourt.

## Pour approfondir